# Producers at Work
Die Producers at Work GmbH ist eine Produktionsgesellschaft des Produzenten Christian Popp und ist unter anderem als freie Filmproduktionsgesellschaft am Markt tätig. Producers at Work entwickelt und produziert non-fiktionale und fiktionale Fernseh-Formate und Kinofilme. Der Fokus liegt auf der Studioproduktion und der industriellen Fertigung fiktionaler Formate.

## Geschichte
Am 1. Oktober 2005 gründeten ProSiebenSat.1 Media und Christian Popp, welcher bis dato Produzent bei Grundy war, Producers at Work. Die gemeinsame Gesellschaft bestand bis 2013 unter dem Dach der Red Arrow Entertainment Group. Am 19. November 2013 gab die Red Arrow Entertainment Group bekannt, dass der 74,9-prozentige Anteil an der Producers at Work GmbH an Christian Popp verkauft wurde. Popp, der zuvor 25,1 % an Producers at Work hielt, wurde Alleingesellschafter.
Am 1. Dezember 2009 wurde mit der Magic Flight Film GmbH eine Tochtergesellschaft gegründet, die sich auf die Produktion von hochwertigen TV-Movies und Filmevents spezialisiert hat. Sitz der Gesellschaft ist Berlin und München.

## Produktionen

### Serie/Telenovela
| Beginn | Ende | Serientitel                           | Sender               | Genre            | Folgenanzahl | Anmerkung                                                                                              |
| ------ | ---- | ------------------------------------- | -------------------- | ---------------- | ------------ | --- |
| 2006   | 2007 | Schmetterlinge im Bauch               | Sat.1                | Telenovela       | 123          | |
| 2007   | 2008 | R. I. S. – Die Sprache der Toten      | Sat.1                | Krimiserie       | 25           | |
| 2008   | 2008 | Plötzlich Papa – Einspruch abgelehnt! | Sat.1/Sat.1 emotions | Anwaltserie      | 13           | Nur 8 von 13 Episoden auf Sat.1 ausgestrahlt, die letzten 5 Episoden auf Sat.1 emotions.               |
| 2008   | 2008 | Dr. Molly & Karl                      | Sat.1/Sat.1 Comedy   | Krankenhausserie | 13           | Nur 8 von 13 Episoden auf Sat.1 ausgestrahlt, die letzten 5 Episoden auf Sat.1 Comedy.                 |
| 2008   | 2012 | Anna und die Liebe                    | Sat.1/Sixx           | Telenovela       | 926          | ab Folge 873 lief die Telenovela auf sixx weiter                                                       |
| 2010   | 2011 | Hand aufs Herz                        | Sat.1/Sixx           | Telenovela       | 234          | Oktober 2010 – März 2011: Seifenoper, April bis September 2011: Telenovela                             |
| 2012   | 2012 | Es kommt noch dicker                  | Sat.1                | Fernsehserie     | 7            | |
| 2014   | 2015 | Monaco 110                            | Das Erste            | Krimiserie       | 14           | |
| 2018   | 2019 | Alles oder nichts                     | Sat.1                | Daily-Soap       | 105          | Nur 50 von 105 Episoden auf Sat.1 ausgestrahlt, die letzten 55 auf Sat1.de, Sat.1 emotions und YouTube |

### Web-Serie
| Beginn | Ende | Serientitel | Internetplattform | Folgenanzahl | Anmerkung                       |
| ------ | ---- | ----------- | ----------------- | ------------ | ------------------------------- |
| 2011   | 2011 | Der King    | Sat.1.de          | 15           | Spin-off von Anna und die Liebe |

### TV-Filme
| Produktionsjahr | Titel                                            | Anmerkung                                                   |
| --------------- | ------------------------------------------------ | ----------------------------------------------------------- |
| 2008            | Liebesgruß an einen Engel                        | Erstausstrahlung am 2. Dezember 2009 auf Sat.1              |
| 2009            | Küss dich reich                                  | Erstausstrahlung am 23. Oktober 2010 auf ProSieben          |
| 2010            | Das geteilte Glück                               | Erstausstrahlung am 2. Februar 2011 auf Das Erste (SWR)     |
| 2011            | Das Mädchen auf dem Meeresgrund                  | Erstausstrahlung am 8. Dezember 2011 auf ZDF/ORF            |
| 2011            | Wolff – Zurück im Revier                         | Erstausstrahlung am 17. Januar 2012 auf Sat.1               |
| 2011–2012       | Ein vorbildliches Ehepaar                        | Erstausstrahlung am 29. November 2012 auf ZDF               |
| 2014            | Die Staatsaffäre                                 | Erstausstrahlung am 2. September 2014 auf Sat.1             |
| 2016            | Verführt – In den Armen eines Anderen            | Erstausstrahlung am 22. November 2016 auf Sat.1             |
| 2018            | Der große Rudolph                                | Veröffentlichung auf dem Filmfest München am 30. Juni 2018  |
| 2020            | Nächste Ausfahrt Glück – Juris Rückkehr          | Erstausstrahlung am 28. Februar 2021 auf ZDF                |
| 2020            | Nächste Ausfahrt Glück – Beste Freundinnen       | Erstausstrahlung am 7. März 2021 auf ZDF                    |
| 2021            | Nächste Ausfahrt Glück – Der richtige Vater      | Erstausstrahlung am 13. März 2022 auf ZDF                   |
| 2021            | Nächste Ausfahrt Glück – Song für die Freiheit   | Erstausstrahlung am 20. März 2022 auf ZDF                   |
| 2022            | Nächste Ausfahrt Glück – Familienbesuch          | Erstausstrahlung am 19. Februar 2023 auf ZDF                |
| 2022            | Nächste Ausfahrt Glück – Katharinas Entscheidung | Erstausstrahlung am 26. Februar 2023 auf ZDF                |
| 2024            | Trapps Sommer                                    | Premiere am 24. August 2024 am Festival des deutschen Films |
| 2024            | Sterben für Beginner                             | Premiere am 31. August 2024 am Festival des deutschen Films |

### Kinofilme
| Produktionsjahr | Titel                                  | Anmerkung                        |
| --------------- | -------------------------------------- | -------------------------------- |
| 2016            | Conni & Co                             | dt. Kinostart am 18. August 2016 |
| 2017            | Conni & Co 2 – Das Geheimnis des T-Rex | dt. Kinostart am 20. April 2017  |